# Japanische Arbeiter-Bauern-Partei
Die Japanische Arbeiter-Bauern-Partei
(日本労農党, Nihonrōnōtō, englisch Japan Labour-Farmer Party) war eine sozialistische politische Partei in Japan in der Zeit vor dem Zweiten Weltkrieg. Während ihrer Existenz nahm sie eine zentristische Position in der geteilten sozialistischen Bewegung ein.

## Gründung
Die Japanische Arbeiter-Bauern-Partei war eine von mehreren proletarischen Parteien, die in den späten 1920er Jahren in Japan existierten. Sie wurde am 9. Dezember 1926 in Tokio als Teilung der Shakai Minshū-tō gegründet (die Gründung erfolgte nur vier Tage nach der Gründung der Shakai Minshū-tō). Die Spaltung hatte sowohl persönliche als auch ideologische Dimensionen. Zu den Gründern der Japanische Arbeiter-Bauern-Partei gehörten Asanuma Inejirō und seine Anhänger in der Japanischen Bauernunion sowie linke sozialistische Intellektuelle wie Asō Hisashi, Kono Mitsu, Suzuki Mosaburō, Tanahashi Kotora und Katō Kanju. Asō Hisashi wurde Vorsitzender der Partei, während Miwa Jusō deren Generalsekretär wurde.

## Politische Perspektiven
Programmatisch unterschied sich die Partei wenig von der Arbeiter-Bauern Partie (die zwar Nicht-Kommunisten in den Reihen hatte, aber im Wesentlichen von der Kommunistischen Partei Japans kontrolliert wurde). Tatsächlich waren mehrere Mitglieder der Japanischen Arbeiter-Bauern-Partei selbst ehemalige Kommunisten (wie Kondo Eizo, der Gründer der Kommunistischen Partei des aufgeklärten Volkes). In der Praxis gab es jedoch eine klare politische Abgrenzung zwischen der Japanischen Arbeiter-Bauern-Partei und der Arbeiter-Bauern-Partei. Die Japanische Arbeiter-Bauern-Partei besetzte damals eine zentristische Position in der japanischen Linken, zwischen der Kommunistischen Partei Japans und der Arbeiter-Bauern-Partei auf der linken Seite und der Sozialdemokratischen Partei auf der rechten Seite. Die Partei versuchte die Massen der Arbeiterklasse in Rechtsstreitigkeiten zu mobilisieren und lehnte eine japanische Intervention in China ab.

## Polemik mit anderen sozialistischen Parteien
Obwohl die Führung der Japanischen Arbeiter-Bauern-Partei die Verbindungen zur Kommunistischen Internationale ablehnte, identifizierten sie sich als revolutionäre Marxisten. Die Partei erklärte, dass sie die richtige Linie in der proletarischen Bewegung gewählt habe. In ihrem Diskurs litt die linke Seite der sozialistischen Bewegung unter einer infantilen Störung, während die rechte Seite senil war. Die Partei wurde auch von ihren beiden Flanken aus kritisiert, die Linke charakterisierte sie als kleinbürgerlich und die Rechte behauptete, dass die Partei von den Kommunisten missbraucht wurde. Es gab auch einige andere regionale, proletarische Parteien, die sich in zentristischen Positionen befanden, wie die Japanische Arbeiter-Bauern-Partei.
In ihrer Dissertation von 1927 stellte die Kommunistische Partei Japans fest, dass die Rolle der Japanischen Arbeiter-Bauern-Partei besonders verräterisch sei und dass sich die Partei von den rechten Sozialdemokraten nur dadurch unterscheide, dass sie eine vorgetäuschte linken Sprache verwende. Jedoch änderte die Kommunistische Partei 1928 ihren Standpunkt, um eine Vereinigung der Japanischen Arbeiter-Bauern-Partei und der Arbeiter-Bauern-Partei zu erreichen. Die Kommunistische Partei wies die Funktionäre an, innerhalb der Japanischen Arbeiter-Bauern-Partei zu arbeiten. In der Praxis konnten sie jedoch in der Partei keinen Fuß fassen wie in der Arbeiter-Bauern-Partei.

## Massenorganisationen der Partei
Nach der Spaltung in der Sozialdemokratischen Partei 1926 folgte eine Spaltung im Gewerkschaftshaus Sodomei. Die Führer der Japanischen Arbeiter-Bauern-Partei wurden gebeten, ihre Führungspositionen in Sodomei niederzulegen, da sie sich weigerten, aus der Organisation ausgeschlossen zu werden. Die Japanische Arbeiter-Bauern-Partei organisierte ihre Anhänger in einer Arbeiterbewegung neu und gründete ein neues eigenes Gewerkschaftszentrum, die Japanische Gewerkschaftsliga. Im Februar 1927 trennten sich die mit der Partei sympathisierenden Bauern vom sozialdemokratisch geführten Generalverband der japanischen Bauernvereinigungen und gründeten die All-Japanische Bauernvereinigung als Agrarflügel der Japanischen Arbeiter-Bauern-Partei. Im Oktober 1927 wurde eine Frauenorganisation gegründet, die mit der Partei verbunden ist, die Nationale Frauliga.

## Wählen 1927 und 1928
Laut einem Dokument der Kommunistischen Partei von 1927 wurde die Partei auf rund 6.000 Mitglieder geschätzt. Die Partei gewann bei den Präfekturwahlen im Oktober 1927 drei Sitze. Insgesamt hatte sie 32 Kandidaten aufgestellt, die zusammen 34.718 Stimmen erhielten.
Vor den nationalen Parlamentswahlen von 1928 schlug die Japanische Arbeiter-Bauern-Partei verschiedene weitreichende Reformen vor, wie die Abschaffung der militärischen Ausbildung für Studenten und die Einführung einer staatlichen Regulation der Lebensmittelpreise. Die Wahl war geprägt von heftigen Auseinandersetzungen nicht nur zwischen Regierungsseite und Opposition, sondern auch zwischen den verschiedenen proletarischen Parteien. Außerdem fehlten den letztgenannten Parteien bekannte Kandidaten und die finanziellen Ressourcen der etablierten Politiker.  Bestechung und Nötigung waren in mehreren Wahlkreisen weit verbreitet. In Ashio, wo der Führer der Japanischen Arbeiter-Bauern-Partei Asō Hisashi als Kandidat antrat, löste die Polizei Wahlveranstaltungen der Partei auf, zudem unterstützte das Ashio-Kupferbergwerk, eine lokale Bergbaugesellschaft, finanziell die Kampagne von Asō Hisashis Gegnern.
Die Partei unterstützte 14 Kandidaten bei den Wahlen, die zusammen 93.400 Stimmen (0,9 % der landesweiten Stimmen) aufwiesen. Einer ihrer Kandidaten wurde gewählt Banno gibt jedoch an, dass die Partei 13 Kandidaten hatte, mit zusammen 86.698 Stimmen, von denen einer gewählt wurde. Der einzige Gewinner eines Parlamentssitzes der Japanischen Arbeiter-Bauern Partei war Kawakami Jōtarō, ein Anwalt aus Kōbe. Die überwältigende Mehrheit der Stimmen für die Partei bei diesen Wahlen kam aus städtischen Gebieten (wo die meisten ihrer Kandidaten aufgestellt waren).
Nach der Wahl gelang es den drei proletarischen Parteien in der Versammlung (der Japanischen Arbeiter-Bauern Partei, der Arbeiter-Bauern Partei und der Sozialdemokratischen Partei) trotz ihrer politischen Widersprüche einen gemeinsamen parlamentarischen Ausschuss zu bilden. Der Ausschuss hielt jedoch nicht lange an, da die Regierung die Arbeiter-Bauern Partei verbot. Die Japanische Arbeiter-Bauern Partei wollte, dass der Gemischte Ausschuss gegen das Verbot protestiert, während die Sozialdemokratische Partei weder gegen das Verbot protestiert noch Kontakte zur Arbeiter-Bauern Partei nach Erlass des Verbots aufrechterhält.

## Zusammenschluss zur Japanischen Volkspartei
Im Dezember 1928 fusionierte die Partei mit der Proletarischen Volkspartei, der Japanischen Bauernpartei und vier regionalen politischen Parteien und bildete die Japanische Volkspartei. Doch auch nach der Fusion blieb die Führungsclique der Japanischen Arbeiter-Bauern-Partei in den 1930er Jahren als eigenständige Gruppierung bestehen.